# Elías Sincelo
Elías Sincelo (Elias Syncellus) fue un poeta latino  que escribió diversos himnos y poemas dedicados a la Virgen mencionados por León Alacio (Leo Allatius), destacados por su piedad, elegancia y belleza. Una obra titulada Requies in Clementinas, de un autor de nombre Heliasque se encuentra en Languedoc podría ser de este autor. 